# Південно-Панасівське нафтогазоконденсатне родовище
Південно-Панасівське нафтогазоконденсатне родовище — належить до Талалаївсько-Рибальського нафтогазоносного району Східного нафтогазоносного регіону України.

## Опис
Розташоване в Сумській області на відстані 25 км від м. Ромни.
Знаходиться в північно-західній частині півн. прибортової зони Дніпровсько-Донецької западини. Панасівська структура виявлена в 1965 р., у 1978-81 рр. у кам'яновугільних відкладах виділений Південно-Панасівський блок.
Структура — брахіантикліналь північно-західного простягання. Розміри підняття по ізогіпсі — 2700 м 4,8х3,2 м, амплітуда понад 200 м.
Перший промисловий приплив газу отримано з нижньокам'яновугільних г.п. в інтервалі 2954—2960 м у 1983 р.
Поклади склепінчасті, пластові, тектонічно екрановані та літологічно обмежені. Колектори — пісковики.
Експлуатується з 1985 р. Запаси початкові видобувні категорій А+В+С1 — 1685 тис.т нафти; розчиненого газу — 516 млн. м³; конденсату — 1062 тис. т. Густина дегазованої нафти 800—838 кг/м³. Вміст сірки у нафті 0,09-0,48 мас.%.